# 고사명
고사명(高史明, 본명: 김천삼, 1932년 1월 17일~2023년 7월 15일)은 대한민국의 소설가이다.

## 저서
- 『밤이 때의 행보를 어둡게 할 때』쓰쿠마 서방 1971년
- 『그분에게 빛을 찾아라』 쓰쿠마 서방 1973년
- 『살기의 의미 있는 소년의 맛들』 지쿠마 서방(지쿠마 소년 도서관) 1974년 이후 문고
- 『한알의 눈물을 품고 오이초와의 만남』매일 신문사 1977년
- 『깊은 생명에 깨어나』야요이 서방 1980년
- 『생명의 상냥함』 쓰쿠마 서방 1981년 이후 문고
- 「밤하늘에 별의 또다시 먹는 한 OM씨에게의 편지」가시와키사 1981 년 「생명의 대하」라고 개제, 치쿠마 문고
- 『고이초와의 만남』경서방
  - 제1부 소년의 어둠 1983년
  - 제2부 청춘 무명 1983년
  - 제3부 슬픈 바다로 1985년
- 「살기의 의미 청춘편」으로서 지쿠마 문고
- 『고이초 이 이상한 없는 빛』광촌도서 출판 (아사히 문화총서) 1985년
- 『사는 것을 배운 책』 지쿠마 서방(지쿠마 프리머북스) 1987년
- 『아이들과 빛과 생명』에이델 연구소 1987년
- 『살고 읽는 것』 지쿠마 서방(지쿠마 프리머북스) 1991년
- 『진실의 생명에 이끌려』진종 오타니파 종무소 출판부 1991년
- 『고이초의 마음』일본방송출판협회 1993년 이후 NHK 라이브러리
- 「「말의 지혜」를 넘어 동행 3명」신센샤 1993년
- 『슬픔을 통해 진실의 생명을 받는다』법랑관 1993년
- 『죽음에 배우는 삶의 진실』 法藏館 1994년
- 『한여름의 푸른 추운 하늘을 올려다보며 ‘8월 15일’으로 생각한다’ 마무오 오타니파 종무소 출판부 1995년
- 『지금 아이들의 어둠은』 어드밴티지 서버(소책자 사는) 1995년
- 『생명의 눈물 넘치는』순보사 (포안사 문고) 1998년
- 『지금 마사무네의 신심을 대한다』 호랑관 1998년
- “지금 “생명”의 목소리를 듣는 자사의 우리보다 배우는 것”佼成出版社1999년
- 『현대에 부활할 수 있는 歎異抄』 일본 방송 출판 협회(NHK 인간 강좌) 2001년 이후 NHK 라이브러리
- 『지혜의 함정』風濤社2001년
- 『다카시 아키히모 츠지논집』 법장관 2003년
  - 제1권 생명의 목소리가 들리나요?
  - 제 2 권 정말 행복한 것은 무엇입니까?
  - 제3권 쇼이초와의 만남
- 『어둠을 먹는』카도카와 분고 2004
- 『 염불왕생의 대지에 살다』 마무오 오타니파 종무소 출판부 히가시혼간지 전도북스 2005년
- 『슬픔의 바다는 깊게
- 『 세상 안안해져 『오이초』 지금 다시
- 『광명은 흑암의 한가운데에 전쟁의 어둠을 바라본다』 마무네 오타니파 나고야 별원 교화 사업부 히가시베쓰인 booklet 2007년
- 『생명은 자신의 것이 아니다 타카시 아키의 말』구룡당 2010년
- 『 월애 삼매(가츠아이 산마이 )
- 『현대에 부활하는 쇼이초』 일본 방송 출판 협회 2010년
- 『『이이초』와 현대』 NHK 출판 NHK 문화 라디오 2011년

### 공저·편
- 오카 마사 “나는 12세” 오카 유리코 공편 쓰쿠마 서방 1976년 후카츠카와 분고
- 『생명의 행방 인간이란 무엇인가』 오카 유리코 공저 지름 서방 1981년
- 『친척과 어둠을 피하는 힘 종교라는 살아있는 지혜』우에다 노리유키, 세리자와 슌스케 공저 고단샤+α신서, 2003년
- 「존재의 대지」세리자와 슌스케, 우에다 노리유키 공저 마무네 오타니파 종무소 출판부 2005년
- 『 염불 자 와 평화 개헌 · 교육 기본법 ‘ 개정 ’ 문제와 우리

' 포시 다쓰지와 조선' 대석진 , 이현딸, 이규수 공저 고려박물관 2008년
- 『현대사회에 있어서의 정토진종 효고 교구 청년 스님의 모임 30 주년 기념 심포지움
- 『생명과 책임 대담 고사명·다카하시 데쓰야』이효 덕편 오쓰키 서점 2012년

## 다큐멘터리
- 마음의 시대「고이 초로 이끌려」(2004년 6월, NHK E텔레)[4]

## 오디오북
- CD「오이이 초」에 배운　아트 데이즈　2003년 9월 수록